# Национальная лига Англии
Национальная лига (англ. National League; официальное название — «Enterprise National League») — футбольная лига Англии, которая состоит из трёх дивизионов: Национальной, Северной и Южной лиг. Официальное спонсорское название — Национальная лига Vanarama (англ. Vanarama National League).
С 1979 по 1986 года называлась Альянс-премьер-лигой (англ. Alliance Premier League). С 1986 по 2015 год называлась Футбольной конференцией (англ. Football Conference). С 1979 года была пятой по рангу лигой, низшим общенациональным дивизионом Англии. Располагается ниже Премьер-лиги и трёх дивизионов Футбольной лиги. В 2004 году, в рамках обширной реструктуризации системы футбольных лиг Англии, Конференция была расширена до 2 ступеней в результате формирования параллельных Северной и Южной конференций, которые стали шестыми уровнями в системе футбольных лиг Англии
В Национальной лиге выступают как профессиональные, так и полупрофессиональные клубы.

## Организация

Логотип турнира с 2014 по 2025 год

Национальная лига Англии находится на вершине Системы национальных лиг (National League System), всеобъемлющей структуры, соединяющей более чем 50 различных лиг под эгидой Футбольной ассоциации Англии (ФА). В Национальную систему лиг не входят Премьер-лига и Футбольная лига. Национальная лига представляет собой её первый уровень, а Северная и Южная Национальные лиги представляют её второй уровень. Выше Национальной лиги находятся 92 клуба, которые вместе составляют самый высокий уровень английского футбола, Премьер-лигу и Английскую футбольную лигу.
Национальная лига состоит из 24 клубов, как и Северная и Южная Национальные лиги. По завершении каждого сезона клубы, занявшие первые места в своих лигах, напрямую выходят в вышестоящий дивизион. Клубы, занявшие со 2-е по 7-е место в своих дивизионах, разыгрывают плей-офф за право получить путёвку в следующий дивизион.
Четыре команды из Национальной лиги, набравшие наименьшее количество очков по итогам сезона, выбывают в Северную Национальную лигу или Южную Национальную лигу. Решение о том, в какую из лиг будут отправлены эти клубы, принимается Национальной системой лиг, но в значительной степени определяется географическим положением клуба. Из-за финансовых трудностей на этом уровне футбола некоторые клубы избегали выбывания, несмотря на то, что финишировали на последних местах в своих дивизионах, занимая место обанкротившихся или расформированных клубов. Четыре выбывшие команды сменяют четыре команды-представителя Северной и Южной Национальной лиги. Для каждого из этих двух дивизионов это чемпион и победитель плей-офф.
Из Северной и Южной Национальной лиги по итогам каждого сезона выбывают по четыре клуба. Они попадают в Премьер-дивизион Истмийской лиги, Премьер-дивизион Северной Премьер-лиги или Премьер-дивизион Южной футбольной лиги, которые составляют третий уровень Системы национальных лиг Англии. В свою очередь, из каждой лиги третьего уровня Системы национальных лиг Англии выходят по две команды: чемпион и победитель плей-офф. Комитет Системы национальных лиг сам определяет, какие из вышедших клубов будут участвовать в Северной Национальной лиге, а какие — в Южной Национальной лиге.
Не всегда клубы определяются в дивизион по географически сбалансированной основе. Таким образом, если это будет сочтено необходимым, Комитет Системы национальных лиг может перевести южный клуб в северную лигу, или наоборот, чтобы сохранить численный баланс между севером и югом. Одним из примеров такого рода может послужить случай, возникший в 2008 году, когда все выбывшие из Национальной конференции клубы представляли северные регионы Англии, поэтому на следующий год в Южную конференцию был переведен клуб «Вустер Сити». Спустя два сезона «Вустер Сити» был переведён обратно в Северную конференцию. Второй клуб, «Реддитч Юнайтед», также переведенный в Южную конференцию, сохранил своё место после того, как «Галифакс Таун» и «Бостон Юнайтед» снялись с соревнования.
Футбольный клуб, который заслужил право на повышение в рамках Национальной лиги, должен выполнить определённые условия, касающиеся финансов и имущества. Невыполнение требований лиги может повлиять на переход клуба в другой дивизион вплоть до запрета такого перехода. В таком случае его место занимает другой клуб. Одним из прецедентов такого рода стал недопуск клуба «Иствуд Таун» к матчам плей-офф в сезоне 2010/2011 из-за проблем со стадионом. Освободившееся место занял «Нанитон Таун», завершивший сезон на шестом месте.
В случае, если по каким либо причинам (например, банкротство) один из дивизионов Национальной лиги покидает клуб, завершивший сезон вне зоны выбывания, его место занимает клуб, набравший наибольшее количество очков среди клубов, покидающих лигу. Примечателен случай с клубом «Олтрингем», который трижды подряд в сезонах 2005/2006, 2006/2007 и 2007/2008 завершал сезон в зоне выбывания из Национальной конференции, но каждый раз избегал этого из-за проблем других клубов.

## История
Национальная лига Англии была сформирована в 1979 году из ведущих команд Северной Премьер-лиги и Южной лиги, и изначально называлась Альянс Премьер-лиги. Членами-учредителями Альянса Премьер-лиги были:
| - Бангор Сити - Барнет - Барроу - Бат Сити - Бостон Юнайтед - Вустер Сити - Грейвзенд энд Нортфлит | - Йовил Таун - Кеттеринг Таун - Лемингтон - Мейдстон Юнайтед - Нанитон Боро - Нортуич Виктория - Олтрингем | - Реддитч Юнайтед - Скарборо - Стэттфорд Рейнджерс - Телфорд Юнайтед - Уэймут - Уилдстон |

«Барроу» и «Нортуич Виктория» ранее были членами Футбольной лиги. «Барроу» не удалось переизбраться в 1972 году, а «Нортуич Виктория» вышел из лиги в 1894 году. «Йовил Таун» в настоящее время является членом Футбольной лиги, а «Барнет», «Скарборо», «Мейдстон Юнайтед» и «Бостон Юнайтед», также некоторое время были участниками Футбольной лиги, но теперь они выступают за её пределами.
«Бангор Сити» с тех пор перешел в Систему футбольных лиг Уэльса, а «Лемингтон», «Мейдстон Юнайтед», «Нанитон Боро», «Скарборо» и «Телфорд Юнайтед» позже были расформированы, но вскоре были восстановлены и принимали участие в низших английских лигах. «Грейвзенд энд Нортфлит» сменил своё название на «Эббсфлит Юнайтед» в 2007 году.
С 1984 года турнир был публично известен под названием своих титульных спонсоров. Официальное название Альянс Премьер-лиги было изменено в 1986 году на Футбольная конференция. Ниже приведен список спонсоров и спонсорское название соревнования:
- 1984—1986: Gola (Gola League)
- 1986—1998: Vauxhall (Vauxhall Conference)
- 1998—2007: Nationwide Building Society (Nationwide Conference)
- 2007—2013: Blue Square (Blue Square Premier)
- 2013—2016: Skrill (Skrill Premier)

С начала сезона 2007/08 было объявлено, что спонсором Футбольной конференции стала фирма Blue Square, занимающаяся игровым бизнесом. По условиям сделки, все три лиги конференции будут носить название Blue Square с сезона 2007/08.
Национальная конференция носила название Blue Square Premier, Северная Конференция — Blue Square North, а Южная Конференция — Blue Square South. В апреле 2010 года было объявлено, что Blue Square будет продолжать спонсировать лигу ещё три года. С начала сезона 2010/11 дивизионы были снова переименованы: Национальная Конференция в Blue Square BET Premier, Северная Конференция в Blue Square BET North, а Южная Конференция — Blue Square BET South.
Перед началом сезона 2013/14 было объявлено, что следующие 3 года спонсором Конференции станет электронная платежная система Skrill.
Национальная лига в течение первых 25 лет своего существования представляла собой единственный дивизион, занимающий пятую ступень в системе лиг Англии, но в сезоне 2004/05 было создано два низших дивизиона и их стало три. Высший дивизион стал называться Национальная конференция, а два новых региональных дивизиона одного уровня, стали называться Северная конференция и Южная конференция. Новые клубы были приглашены из числа участников Северной Премьер-Лиги, Южной Футбольной Лиги и Истмийской Лиги в соответствии с руководящими принципами, разработанными Комитетом НСЛ.
Только 7 команд выигрывали Национальную лигу по два раза: «Олтрингем» (1980, 1981), «Барнет» (1991, 2005), «Энфилд» (1983, 1986), «Киддерминстер Харриерс» (1994, 2000), «Маклсфилд Таун» (1995, 1997), «Мейдстон Юнайтед» (1984, 1989) и «Стивенидж Боро» (1996, 2010). «Киддерминстер» также занимал второе место в 1997 году. Из этих клубов только один, «Барнет», дважды выходил в Футбольную лигу; «Мейдстон Юнайтед» выиграл свой первый титул до начала эпохи, когда победителю Конференции разрешалось переходить в Футбольную лигу, а «Киддерминстер Харриерс», «Маклсфилд Таун» и «Стивенидж Боро» было отказано в переходе, из-за того что их стадионы не соответствовали требуемому стандарту Футбольной лиги. Тем не менее, во второй раз выиграв титул, они получили место в Футбольной лиге. «Олтрингем» является единственной командой в истории, которая смогла защитить титул — это было до автоматического перехода чемпиона в Футбольную лигу.

### Продвижение и выбывание
До 1987 года для того, чтобы клубы Конференции перешли в Футбольную лигу, они должны были быть избраны членами Лиги. Как следствие, не было никаких гарантий того, что победа в Футбольной Конференции приведет к повышению. В результате, ни один из первых восьми чемпионов Конференции не получил места в Футбольной лиге. Ситуация изменилась в 1987 году, когда было принято решение об автоматическом обмене клубами между Футбольной лигой и Футбольной Конференцией. Первой командой, вышедшей в Четвёртый дивизион был «Скарборо», а «Линкольн Сити» — первой, выбывшей в Конференцию. Годом позже «Линкольн Сити» вернулся в Четвёртый дивизион, став чемпионом Конференции. Несмотря на то, что чемпион Конференции получил право на место в Футбольной лиге, для выступления на новом уровне он должен был отвечать набору критериев, в первую очередь это связано с качеством стадиона. В течение трех лет подряд в середине 1990-х годов чемпиону Конференции было отказано в продвижении в Футбольную лигу на этих основаниях. Начиная с 1997 года, когда «Маклсфилд Таун» выиграл титул во второй раз за три года (он был одним из трех клубов, которому было отказано в повышении в связи с состоянием их стадиона), каждый чемпион Конференции выходил в Футбольную лигу.
С 2003 года из Конференции в Футбольную лигу стали выходить две команды — помимо чемпиона Конференции право играть в Футбольной лиге получил победитель плей-офф. Плей-офф проводится по схеме аналогичной плей-офф Футбольной лиги: 4 клуба, занявшие места со второго по пятое, играют попарно две игры, дома и в гостях. Команда, занявшая пятое место играет с командой занявшей второе место, а третья — с четвёртой. Победители этих противостояний играют одноматчевый финал, который с 2007 года проводится на лондонском «Уэмбли», победитель получает вторую путевку в Футбольную лигу. «Донкастер Роверс» стал первым клубом, выигравшим плей-офф Конференции.
До 2004 года из Конференции в низшие дивизионы вылетали три клуба. Выбывающие распределялись по трем дивизионам: в Северную Премьер-лигу, Южную футбольную лигу и Истмийскую лигу на основе географических критериев. В свою очередь, чемпионы этих трех лиг выходили в Конференцию. После формирования Северной и Южной Конференций схема вылета команд в низшие дивизионы приняла нынешний вид.

## Список победителей

### Национальная лига
| Сезон   | Чемпион                  | Победитель плей-офф |
| ------- | ------------------------ | ------------------- |
| 1979/80 | Олтрингем*               |                     |
| 1980/81 | Олтрингем*               |                     |
| 1981/82 | Ранкорн*                 |                     |
| 1982/83 | Энфилд*                  |                     |
| 1983/84 | Мейдстон Юнайтед*        |                     |
| 1984/85 | Уилдстон*                |                     |
| 1985/86 | Энфилд*                  |                     |
| 1986/87 | Скарборо                 |                     |
| 1987/88 | Линкольн Сити            |                     |
| 1988/89 | Мейдстон Юнайтед         |                     |
| 1989/90 | Дарлингтон               |                     |
| 1990/91 | Барнет                   |                     |
| 1991/92 | Колчестер Юнайтед        |                     |
| 1992/93 | Уиком Уондерерс          |                     |
| 1993/94 | Киддерминстер Харриерс** |                     |
| 1994/95 | Маклсфилд Таун**         |                     |
| 1995/96 | Стивенидж Боро**         |                     |
| 1996/97 | Маклсфилд Таун           |                     |
| 1997/98 | Галифакс Таун            |                     |
| 1998/99 | Челтнем Таун             |                     |
| 1999/00 | Киддерминстер Харриерс   |                     |
| 2000/01 | Рашден энд Даймондс      |                     |
| 2001/02 | Бостон Юнайтед           |                     |
| 2002/03 | Йовил Таун               | Донкастер Роверс    |
| 2003/04 | Честер Сити              | Шрусбери Таун       |
| 2004/05 | Барнет                   | Карлайл Юнайтед     |
| 2005/06 | Аккрингтон Стэнли        | Херефорд Юнайтед    |
| 2006/07 | Дагенем энд Редбридж     | Моркам              |
| 2007/08 | Олдершот Таун            | Эксетер Сити        |
| 2008/09 | Бертон Альбион           | Торки Юнайтед       |
| 2009/10 | Стивенидж Боро           | Оксфорд Юнайтед     |
| 2010/11 | Кроли Таун               | Уимблдон            |
| 2011/12 | Флитвуд Таун             | Йорк Сити           |
| 2012/13 | Мансфилд Таун            | Ньюпорт Каунти      |
| 2013/14 | Лутон Таун               | Кембридж Юнайтед    |
| 2014/15 | Барнет                   | Бристоль Роверс     |
| 2015/16 | Челтнем Таун             | Гримсби Таун        |
| 2016/17 | Линкольн Сити            | Форест Грин Роверс  |
| 2017/18 | Маклсфилд Таун           | Транмир Роверс      |
| 2018/19 | Лейтон Ориент            | Солфорд Сити        |
| 2019/20 | Барроу                   | Харрогит Таун       |
| 2020/21 | Саттон Юнайтед           | Хартлпул Юнайтед    |
| 2021/22 | Стокпорт Каунти          | Гримсби Таун        |
| 2022/23 | Рексем                   | Ноттс Каунти        |
| 2023/24 | Честерфилд               | Бромли              |
| 2024/25 | Барнет                   | Олдем Атлетик       |

* Не были выбраны членами Лиги в голосовании за право выступать в Футбольной лиге (Четвёртый дивизион до 1991, Третий дивизион с 1992 по 2003 и Лига 2 с 2004)
** Не получили места в Футбольной лиге

### Северная Национальная лига
| Сезон   | Чемпион                                        | Победитель плей-офф                            |
| ------- | ---------------------------------------------- | ---------------------------------------------- |
| 2004/05 | Саутпорт                                       | Олтрингем                                      |
| 2005/06 | Нортуич Виктория                               | Стаффорд Рейнджерс                             |
| 2006/07 | Дройлсден                                      | Фарсли Селтик                                  |
| 2007/08 | Кеттеринг Таун                                 | Барроу                                         |
| 2008/09 | Тамуэрт                                        | Гейтсхед                                       |
| 2009/10 | Саутпорт                                       | Флитвуд Таун                                   |
| 2010/11 | Олфретон Таун                                  | Телфорд Юнайтед                                |
| 2011/12 | Хайд                                           | Нанитон Таун                                   |
| 2012/13 | Честер                                         | Галифакс Таун                                  |
| 2013/14 | Телфорд Юнайтед                                | Олтрингем                                      |
| 2014/15 | Барроу                                         | Гайзли                                         |
| 2015/16 | Солихалл Мурс                                  | Норт Ферриби Юнайтед                           |
| 2016/17 | Файлд                                          | Галифакс Таун                                  |
| 2017/18 | Солфорд Сити                                   | Харрогейт Таун                                 |
| 2018/19 | Стокпорт Каунти                                | Чорли                                          |
| 2019/20 | Кингс-Линн Таун                                | Олтрингем                                      |
| 2020/21 | Нет, сезон был отменён из-за пандемии COVID-19 | Нет, сезон был отменён из-за пандемии COVID-19 |
| 2021/22 | Гейтсхед                                       | Йорк Сити                                      |
| 2022/23 | Файлд                                          | Киддерминстер                                  |
| 2023/24 | Тамуэрт                                        | Бостон Юнайтед                                 |
| 2024/25 | Бракли Таун                                    | Сканторп Юнайтед                               |

### Южная Национальная лига
| Сезон   | Чемпион                                        | Победитель плей-офф                            |
| ------- | ---------------------------------------------- | ---------------------------------------------- |
| 2004/05 | Грэйс Атлетик                                  | Истборн Боро **                                |
| 2005/06 | Уэймут                                         | Сент-Олбанс Сити                               |
| 2006/07 | Хистон                                         | Солсбери Сити                                  |
| 2007/08 | Льюис                                          | Истборн Боро                                   |
| 2008/09 | Уимблдон                                       | Хэйс энд Идинг Юнайтед                         |
| 2009/10 | Ньюпорт Каунти                                 | Бат Сити                                       |
| 2010/11 | Брейнтри Таун                                  | Эббсфлит Юнайтед                               |
| 2011/12 | Уокинг                                         | Дартфорд                                       |
| 2012/13 | Уэллинг Юнайтед                                | Солсбери Сити                                  |
| 2013/14 | Истли                                          | Дувр Атлетик                                   |
| 2014/15 | Бромли                                         | Борем Вуд                                      |
| 2015/16 | Саттон Юнайтед                                 | Мейдстон Юнайтед                               |
| 2016/17 | Мейденхед Юнайтед                              | Эббсфлит Юнайтед                               |
| 2017/18 | Хавант энд Уотерлувилл                         | Брейнтри Таун                                  |
| 2018/19 | Торки Юнайтед                                  | Уокинг                                         |
| 2019/20 | Уилдстон                                       | Уэймут                                         |
| 2020/21 | Нет, сезон был отменён из-за пандемии COVID-19 | Нет, сезон был отменён из-за пандемии COVID-19 |
| 2021/22 | Мейдстон Юнайтед                               | Доркинг Уондерерс                              |
| 2022/23 | Эббсфлит Юнайтед                               | Оксфорд Юнайтед                                |
| 2023/24 | Йовил Таун                                     | Брейнтри Таун                                  |
| 2024/25 | Труро Сити                                     | Борем Вуд                                      |

** Не вышел в Футбольную лигу. В сезоне 2004/05 в Национальную конференцию выходило только три клуба. Третье место было разыграно между победителями плей-офф Северной и Южной конференции на стадионе футбольного клуба «Сток Сити» «Британия», «Истборн Боро» проиграл «Олтрингему» со счетом 2:1.

## Кубок лиги Конференции
Футбольная Конференция разыгрывала кубок для своих клубов на протяжении всей своей истории, с редкими перерывами, когда не было спонсоров. Первоначально известный как Кубок Боба Лорда, а затем Кубок Спалдинг с сезона 1995/96 по сезон 2000/01, в сезоне 2007/08 кубок был восстановлен, как Кубок лиги Конференции, спонсором которого стала ирландская телевещательная компания Setanta Sports. Кубок лиги Конференции был прототипом Кубка Футбольной лиги и Трофея Футбольной лиги, которые проводятся на профессиональном уровне. Кубок лиги Конференции был не очень популярен среди болельщиков и в целом рассматривался как второстепенное соревнование после Трофея Футбольной лиги.

### Победители
| Сезон   | Победитель             | Финалист               |
| ------- | ---------------------- | ---------------------- |
| 1979/80 | Нортуич Виктория       | Олтрингем              |
| 1980/81 | Олтрингем              | Кеттеринг Таун         |
| 1981/82 | Уэймут                 | Энфилд                 |
| 1982/83 | Ранкорн                | Скарборо               |
| 1983/84 | Скарборо               | Барнет                 |
| 1984/85 | Ранкорн                | Мейдстон Юнайтед       |
| 1985/86 | Стаффорд Рейнджерс     | Барнет                 |
| 1986/87 | Кеттеринг Таун         | Хендон                 |
| 1987/88 | Хоруич РМИ             | Уэймут                 |
| 1988/89 | Йовил Таун             | Киддерминстер Харриерс |
| 1989/90 | Идинг                  | Стэмфорд               |
| 1990/91 | Саттон Юнайтед         | Барроу                 |
| 1991/92 | Уиком Уондерерс        | Ранкорн                |
| 1992/93 | Нортуич Виктория       | Уиком Уондерерс        |
| 1993/94 | Маклсфилд Таун         | Йовил Таун             |
| 1994/95 | Бромсгроув Роверс      | Кеттеринг Таун         |
| 1995/96 | Бромсгроув Роверс      | Маклсфилд Таун         |
| 1996/97 | Киддерминстер Харриерс | Маклсфилд Таун         |
| 1997/98 | Моркам                 | Уокинг                 |
| 1998/99 | Донкастер Роверс       | Фарнборо Таун          |
| 1999/00 | Донкастер Роверс       | Кингстониан            |
| 2000/01 | Честер Сити            | Кингстониан            |
| 2001/02 | не проводился          | не проводился          |
| 2002/03 | не проводился          | не проводился          |
| 2003/04 | не проводился          | не проводился          |
| 2004/05 | Уокинг                 | Стейлибридж Селтик     |
| 2005/06 | не проводился          | не проводился          |
| 2006/07 | не проводился          | не проводился          |
| 2007/08 | Олдершот Таун          | Рашден энд Даймондс    |
| 2008/09 | Телфорд Юнайтед        | Форест Грин Роверс     |

## Бывшие клубы Конференции в Футбольной лиге
| Клуб                 | Годы в Конференции              | Сезон 2014/15          |
| -------------------- | ------------------------------- | ---------------------- |
| Аккрингтон Стэнли    | 2003—2006                       | Вторая Футбольная лига |
| Бертон Альбион       | 2002—2009                       | Вторая Футбольная лига |
| Дагенем энд Редбридж | 1992—1996; 2000—2007            | Вторая Футбольная лига |
| Донкастер Роверс     | 1998—2003                       | Первая Футбольная лига |
| Йовил Таун           | 1979—1985; 1988—1995; 1997—2003 | Первая Футбольная лига |
| Йорк Сити            | 2004—2012                       | Вторая Футбольная лига |
| Карлайл Юнайтед      | 2004—2005                       | Вторая Футбольная лига |
| Кембридж Юнайтед     | 2005—2014                       | Вторая Футбольная лига |
| Колчестер Юнайтед    | 1990—1992                       | Первая Футбольная лига |
| Кроли Таун           | 2004—2011                       | Первая Футбольная лига |
| Лутон Таун           | 2009—2014                       | Вторая Футбольная лига |
| Моркам               | 1995—2007                       | Вторая Футбольная лига |
| Мансфилд Таун        | 2008—2013                       | Вторая Футбольная лига |
| Ньюпорт Каунти       | 2010—2013                       | Вторая Футбольная лига |
| Оксфорд Юнайтед      | 2006—2010                       | Вторая Футбольная лига |
| Стивенидж Боро       | 1994—2010                       | Вторая Футбольная лига |
| Уиком Уондерерс      | 1985—1986; 1987—1993            | Вторая Футбольная лига |
| Уимблдон             | 2009—2011                       | Вторая Футбольная лига |
| Флитвуд Таун         | 2010—2012                       | Первая Футбольная лига |
| Челтнем Таун         | 1985—1992; 1997—1999            | Вторая Футбольная лига |
| Шрусбери Таун        | 2003—2004                       | Вторая Футбольная лига |
| Эксетер Сити         | 2003—2008                       | Вторая Футбольная лига |

## Телетрансляции
В августе 2006 года ирландская телекомпания Setanta Sports заключила 5-летний контракт с Футбольной Конференцией. По условиям сделки, Setanta Sports стал показывать матчи с сезона 2007/08, всего 79 матчей в сезон. В рамках проекта были так же включены матчи плей-офф, а также Кубок Футбольной Конференции всех трех дивизионов. Setanta Sports показывала 2 матча в неделю, один в четверг вечером и один в выходные дни. В Австралии Национальная конференция транслировалась на Setanta Sports Australia. После того как Setanta Sports постигли финансовые проблемы, она прекратила вещание в Великобритании 23 июня 2009 года. Телеканал Sky Sports транслировал плей-офф Национальной Конференции 2010 года на Уэмбли.